# 9emeArt+
9emeArt+ ou 9e Art+ est une entreprise angoumoisine qui organise depuis son édition 2008 le festival d'Angoulême, l'une des principales manifestations mondiales consacrées à la bande dessinée. 
Elle a été fondée en août 2007 par Franck Bondoux (1959-), délégué général du festival depuis l'année précédente. Bondoux et sa société ont fait l'objet de polémiques récurrentes.

## Rôle dans le festival d'Angoulême

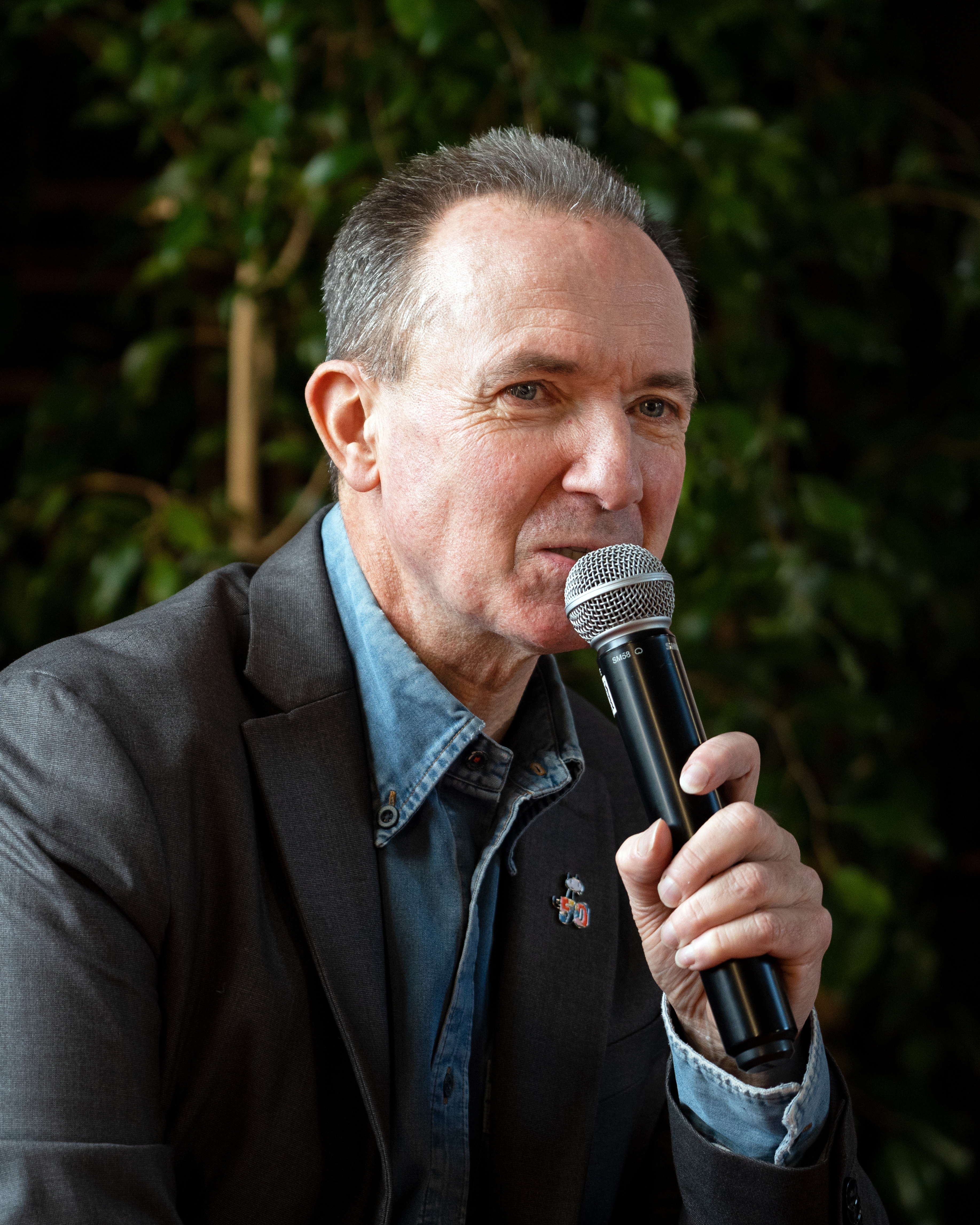
Franck Bondoux en 2023.

En 2003, Franck Bondoux est chargé par Jean-Marc Thévenet, le directeur du festival d'Angoulême, de développer les partenariats du festival. À la même époque, le gouvernement envisage la fusion du festival d'Angoulême et du centre national de la bande dessinée et de l'image, deux associations, en un établissement public de coopération culturelle (EPCC) unique ; l'association qui gère le festival, nommée Association du FIBD, refuse cependant en 2005 de peur de « perdre son indépendance ». En avril 2006, l'association du FIBD nomme Bondoux délégué général du festival. 
L'année suivante, l'EPCC est créé sous le nom de Cité internationale de la bande dessinée et de l'image (CIBDI) ; le festival n'y est pas inclus. L'association du FIBD en délègue en effet peu après pour dix ans la gestion à une société privée ad hoc dirigée par Bondoux, 9eArt+, avec renouvellement tacite en l'absence de dénonciation de l'accord avant juin 2015. Cela conduit 9eArt+ à gérer un budget d'environ 2 000 000 € par an, dont la moitié environ provient de subventions publiques.
La « guerre larvée » entre le festival et les collectivités locales, en particulier Michel Boutant, le président du conseil général de la Charente et de la CIBDI, s'aggrave alors au fil des mois. En novembre 2009, le maire d'Angoulême Philippe Lavaud annonce réduire la subvention communale de 548 000 € tandis que le département, proche du CIBDI, refuse d'augmenter la sienne. Franck Bondoux mène alors une série de négociations qui débouchent sur un accord de financement triennal reconductible signé en décembre 2010 assurant le maintien des subventions aux niveaux antérieurs,. Le conflit avec la CIBDI atteint de telles proportion que les événements qu'elle organise sont volontairement omis du programme officiel du festival jusqu'en 2012.
Fin 2013, alors que les relations entre Bondoux et Lavaud se sont normalisées, Boutant provoque une nouvelle crise en menaçant d'annuler les subventions départementales au festival si 9emeArt+ et la CIBDI ne se rapprochent pas. En 2015 la polémique rebondit lorsque l'association du FIBD annonce ne pas vouloir dénoncer l'accord de 2007 afin que celui-ci soit reconduit jusqu'en 2025 sans mettre en concurrence, ce que certains dénoncent comme une privatisation d'un événement alors toujours financé à près de 50 % par des fonds publics. Le préfet propose de repousser la discussion d'un an et en janvier 2016, la nomination d'un nouveau directeur de la CIBDI, Pierre Lungheretti , laisse espérer de meilleures relations entre le festival et la Cité. 
Le festival d'Angoulême 2016 est cependant marqué par une double polémique où l'attitude de Bondoux est pointée du doigt. Tout d'abord par l'absence de femmes dans la liste des auteurs éligibles au grand prix de la ville d'Angoulême, que Bondoux justifie dans Le Monde par le « peu de femmes dans l’histoire de la bande dessinée ». Ensuite lorsque Richard Gaitet, le maître de la cérémonie de remise des prix annonce de faux lauréats, avant d'expliquer au bout d'une dizaines de minutes qu'il s'agissait d'un canular alors même que les auteurs et éditeurs avaient déjà commencé à célébrer leur victoire ; si Gaitet s'excuse dès le lendemain, la direction du festival signe un communiqué sec où elle « regrette que le registre humoristique de cette séquence n'ait pas été partagé ni apprécié par tous ». 
Plusieurs auteurs et éditeurs annoncent à la suite de ces couacs envisager le boycott du festival en 2017. L'auteur Joann Sfar dénonce ainsi dans Sud-Ouest un festival « pris en otage à cause de ce M. Bondoux qui emmerde tout le monde et qu’on n’ose pas virer parce qu’on est très bien élevé ». Le gouvernement nomme le haut fonctionnaire Jacques Renard pour repenser la gouvernance du festival ; son rapport final, livré en juillet 2016, préconise de réduire la durée du contrat de 9eArt+ et de remplacer à terme l'association FIBDI par un groupement d'intérêt public.
En mars 2017, la situation n'avait guère évolué, sinon par la formation d'une Association regroupant financeurs du festival, éditeurs et auteurs, l'Association pour le Développement de la BD à Angoulême (ADBDA), présidée par le haut fonctionnaire Bruno Racine. Livres Hebdo évoque en janvier 2019 un « climat apaisé ».
Le 7 décembre 2021, la Chambre régionale des comptes de Nouvelle-Aquitaine publie un rapport critique sur l'action de Bondoux de 2014 à 2019.

## Données financières
|                          | 2018        | 2017        | 2016        | 2015        | 2014        | 2013        | 2012        | 2010        | 2009        | 2008        |
| ------------------------ | ----------- | ----------- | ----------- | ----------- | ----------- | ----------- | ----------- | ----------- | ----------- | ----------- |
| Chiffre d'affaires       | 2 374 000 € | 1 989 100 € | 2 020 500 € | 2 297 500 € | 2 421 300 € | 2 392 400 € | 2 131 700 € | 1 795 000 € | 1 759 000 € | 1 605 000 € |
| Résultat d'exploitations | 48 700 €    | −70 200 €   | 30 200 €    | 36 200 €    | 38 400 €    | 31 700 €    | 28 700 €    | 42 000 €    | 35 000 €    | 15 000 €    |
| Employés                 | 11          | 10          | 10          | 10          | 10          | 10          | 10          | 9           | 9           | 11          |
| Sources                  |             |             |             |             |             |             |             |             |             |             |